# Villabraz
Villabraz is een gemeente in de Spaanse provincie León in de regio Castilië en León met een oppervlakte van 36,97 km². Villabraz telt 107 inwoners (1 januari 2016).

## Demografische ontwikkeling
Bron: INE, 1857-2011: volkstellingen
Opm.: Voor 1857 behoorde Villabraz tot de gemeente Castilfalé